# Уреаплазма

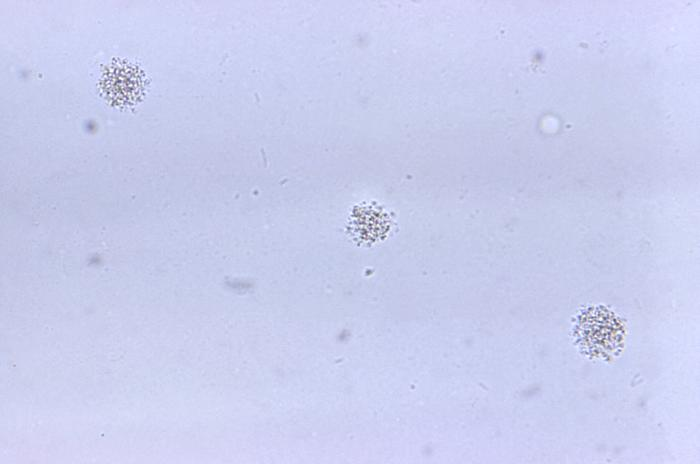
Ureaplasma urealyticum

Уреаплазма (лат. Ureaplasma) — род бактерий семейства Mycoplasmataceae порядка микоплазм, относится к условно-патогенной микрофлоре, представители которой в некоторых ситуациях могут вызывать воспаление слизистых оболочек половых органов и мочевыводящих путей человека.
Уреаплазмы являются внутриклеточными паразитами. Имеют трёхслойную цитоплазматическую мембрану и подобие микрокапсулы, но не имеют клеточной стенки. Имеется прокариотический нуклеоид и собственные рибосомы.
Присутствие уреаплазм в микрофлоре влагалища женщины является вариантом нормы, и в случае отсутствия симптомов воспаления лечение не требуется. Уреаплазмы не оказывают никакого влияния на течение и исход беременности. Международные медицинские руководства не включают в себя рекомендации по диагностике и лечению уреаплазм. В МКБ-10 отсутствует диагноз «уреаплазмоз», который встречается в российской медицинской практике.

## Описание
Бактерии вида Ureaplasma urealyticum были выделены в 1954 году М. Шепардом (англ. M. Shepard) из мочеиспускательного канала больного негонококковым уретритом. Учёный назвал их Т-микоплазмами, от англ. tiny — крошечный.
В дальнейшем уреаплазмы были определены как вид Ureaplasma urealyticum, затем были выделены варианты (биовары) Т960 и Parvo, а недавно[когда?] они были переклассифицированы в виды Ureaplasma urealyticum (бывший Т960) и Ureaplasma parvum (бывший Parvo).
По своим размерам уреаплазмы являются одними из самых мелких представителей микрофлоры человека.
По способу питания и жизнедеятельности уреаплазмы относятся к внутриклеточным паразитам. Уреаплазмы с помощью фермента уреазы, синтезируемого в цитоплазме, расщепляют мочевину до аммиака. Протеазная активность бактерий направлена на иммуноглобулин А (IgA) человека, который под действием фермента расщепляется на фрагменты с молекулярной массой 110 и 50 КД.
Уреаплазмы присутствуют в нормальной микрофлоре приблизительно у 50 % здоровых женщин.
Поскольку U. urealyticum часто выявляется у здоровых лиц (как мужчин, так и женщин), то выявление этого микроорганизма методом ПЦР без определения его количественного содержания не имеет диагностического значения.
Международные руководства не включают в себя рекомендации по диагностике и лечению уреаплазм. В связи с этим отмечается, что стандартные схемы лечения цистита и уретрита включают в себя препараты, активные в отношении уреаплазм, поэтому диагностировать и лечить их отдельно не имеет смысла.
Согласно российским рекомендациям, актуальным на 2018 год, обследоваться на уреаплазмы нужно лишь в том случае, если есть признаки воспаления (подтверждаемого при микроскопии) на слизистой влагалища или шейки матки, а лечение от уреаплазм нужно назначать лишь в случае, если их концентрация превышает 104 КОЕ/мл, а других причин воспаления не найдено. По другому утверждению в российских источниках, лечение должно назначаться лишь в случае, если присутствуют клинические симптомы воспалительного процесса в органах мочеполовой системы, а этиологическое значение U. urealyticum доказано (и исключено наличие ИППП); либо же при высоком риске предстоящих инвазивных лечебно-диагностических манипуляций на органах мочеполовой системы.
Диагноз «уреаплазмоз» отсутствует в МКБ-10 и является ложным, но, к сожалению, встречается в российской медицинской практике наряду с аналогичными псевдодиагнозами нормальной микрофлоры «микоплазмоз» и «гарднереллёз».
Вид Ureaplasma miroungigenitalium связан с репродуктивной патологией у домашних гусей.

## Классификация
На май 2015 года в род включают 7 видов:
- Ureaplasma canigenitalium[англ.] Harasawa et al. 1993
- Ureaplasma cati[англ.] Harasawa et al. 1990
- Ureaplasma diversum[англ.] Howard and Gourlay 1982
- Ureaplasma felinum[англ.] Harasawa et al. 1990
- Ureaplasma gallorale[англ.] Koshimizu et al. 1987
- Ureaplasma parvum[англ.] Robertson et al. 2002
- Ureaplasma urealyticum Shepard et al. 1974typus

К 2020 году были открыты ещё два вида:
- Ureaplasma miroungigenitalium Volokhov et al. 2020
- Ureaplasma zalophigenitalium Volokhov et al. 2020

В медицине клинически важными считаются два вида уреаплазм, на которые проводятся лабораторные анализы:
- Ureaplasma parvum (по предыдущей классификации – Ureaplasma urealyticum, биовар PARVO, серотипы 1, 3, 6 и 14)
- Ureaplasma urealyticum (по предыдущей классификации – Ureaplasma urealyticum, биовар Т-960, серотипы 2, 4, 5, 7, 8, 9, 10, 11, 12, 13)

На 2004 год в них суммарно насчитывалось 14 серотипов, отличающиеся составом белков мембран.

## Распространённость и патогенность
Бактерии рода Ureaplasma, в частности, Ureaplasma urealyticum и Ureaplasma parvum, часто встречаются в нижней части урогенитального тракта, где внедряются в эпителиальные клетки, и связаны с некоторыми инфекциями мочеполовой системы человека.
Уреаплазмы выявляются у 
 здоровых сексуально активных лиц. Также они обнаруживаются у лиц, не ведущих половую жизнь. Они относятся к транзиторной (приобретённой) микрофлоре слизистых половых органов и мочевых путей человека.
В некоторых случаях Ureaplasma urealyticum может вызывать конъюнктивит наряду с хламидиями, микоплазмами, гонококками, трихомонадами и прочими микроорганизмами (не более 6% случаев).
Иногда U. urealyticum может вызывать воспаление мочевого пузыря и воспаление почек.

### У женщин
Уреаплазмы выявляются приблизительно у 50% здоровых женщин.
Наличие в микрофлоре влагалища уреаплазм — вариант нормы, не требующий лечения при отсутствии симптомов воспаления.
Ureaplasma urealyticum в редких случаях встречается в фаллопиевых трубах женщин, страдающих воспалительными заболеваниями органов малого таза, при этом не является инфекционным агентом, вызвавшим такое воспаление. В частности, это было продемонстрировано при экспериментальном моделированим сальпингита у обезьян с введением культуры уреаплазмы.

#### Влияние на репродуктивную функцию и беременность
Уреаплазмы не оказывают никакого влияния на течение и исход беременности. Вопреки частому заблуждению, они не вызывают выкидышей, преждевременных родов, внутриутробных инфекций и других негативных событий течения беременности. Также они не вызывают бесплодия.

### У мужчин
Уреаплазмы могут присутствовать в уретре здоровых мужчин — так, у мужчин без клинических проявлений уретрита уреаплазмы выявлялись в 47 % случаев. Считается, что U. urealyticum является причиной существующего у пациента уретрита, если этот микроорганизм присутствует в мочеиспускательном канале в высоких концентрациях (104—105 КОЕ/мл) длительное время.
Микоплазмы обнаруживаются у некоторых мужчин с хроническим абактериальным простатитом, но вопрос о роли Ureaplasma urealyticum в развитии простатита на 2010 год оставался предметом научных дискуссий.
В некоторых случаях Ureaplasma urealyticum может вызывать негонококковый уретрит у мужчин.

### У детей
Известны случаи, когда Ureaplasma parvum была инфекционным агентом менингита у новорожденного.